# Équipe de France des moins de 20 ans féminine de handball
Cet article traite de l'équipe féminine des -20 ans (junior). Ne pas confondre avec les équipes senior ou des -18 ans
Maillots
Dernière mise à jour : 30 juin 2024.
L'équipe de France des moins de 20 ans féminine de handball représente la Fédération française de handball lors des compétitions internationales des moins de 20 ans, notamment aux championnats d'Europe et aux championnats du monde. Elle est composée de joueuses ayant moins de 20 ans au 1er janvier de l'année en cours[réf. souhaitée]. 
C'est une équipe de catégorie « Junior » (tandis que les U18 sont une équipe de catégorie « Jeunes »).
Elles sont communément appelées les « U20 » et « U20F ».
L'équipe U20 participe au Championnat d'Europe des moins de 19 ans (W19 EHF EURO, en anglais) et au Championnat du monde junior (Women's Junior (U20) World Championship, en anglais).
Les U20 ont remporté le Championnat d'Europe U19 en 2017 ainsi que le Championnat du monde junior en 2024 (en).
L'entraineur principal actuel est Éric Baradat avec qui les deux titres ont été remportés. Éric Baradat est également responsable du Plan de Performance Fédéral (PPF) féminin, la filière de formation féminine de handball en France, et a été auparavant entraîneur adjoint de l'Équipe de France féminine.

## Palmarès
Championnat du monde junior
- Vainqueur en 2024 (en)
- Finaliste en 2012

Championnat d'Europe des moins de 19 ans
- Vainqueur en 2017
- Troisième en 2021 (en)

## Parcours détaillé
Le parcours détaillé de l'équipe de France est :
Championnats d'Europe
- 1996 : Pologne - 5e place sur 12
- 1998 : Slovaquie - 8e place sur 12[2]
- 2000 : France - 11e place sur 12
- 2002 : Finlande - 5e place sur 12
- 2004 : Croatie - 4e place sur 16
- 2007 : Turquie - 5e place sur 16
- 2009 : Hongrie - 5e place sur 16
- 2011 : Pays-Bas - 10e place sur 16
- 2013 : Danemark - 7e place sur 16
- 2015 : Espagne - 9e place sur 16
- 2017 : Slovénie -  1re place sur 16
- 2019 (en) : Hongrie - 8e place sur 16
- 2021 (en) :  Slovénie -  (3e place sur 16
- 2023 (en) : Roumanie - 6e place sur 16

Championnats du monde
- 1977 : Roumanie - 13e place sur 14
- 1979 : Yougoslavie - 6e place sur 13
- 1981 : Canada - 7e place sur 11
- 1983 : France - 8e place sur 16
- 1985 : Corée du Sud - 10e place sur 15
- 1987 : Danemark - 9e place sur 15
- 1989 : Nigeria  - non qualifiée
- 1991 : France - 12e place sur 17
- 1993 : Bulgarie - non qualifiée
- 1995 : Brésil - 5e place sur 20
- 1997 : Côte d'Ivoire - 9e place sur 17
- 1999 : Chine - non qualifiée
- 2001 : Hongrie - non qualifiée
- 2003 : Macédoine - non qualifiée
- 2005 : Rép. tchèque - 17e place sur 20
- 2008 : Macédoine - 7e place sur 20
- 2010 : Corée du Sud - 13e place sur 24
- 2012 : Rép. tchèque -  2e place sur 24
- 2014 : Croatie - 5e place sur 24
- 2016 : Russie - 13e place sur 24
- 2018 : Hongrie - 7e place sur 24
- 2020 : annulé (pandémie de Covid-19)
- 2022 (en) : Slovénie - 13e place sur 32
- 2024 (en) : Macédoine du Nord -  1re place sur 32

## Staff technique
Le staff technique actuel (Championnat du monde 2024 (en)) est :
- Entraîneur : Éric Baradat (aussi responsable du Plan de Performance Fédéral (PPF) féminin, filière de formation féminine)[4]
- Entraîneurs Adjoints : Éric Calcagnini - Gaël Robert - Lucille Bruxelles (Vidéo)
- Médecin : Philippe Paulin
- Kinésithérapeutes : Damien Fayolle et Loïc Lauzis
- Accompagnement PPF : Françoise Nicole
- Cheffe de délégation : Gina Saint-Phor
- Préparateur physique : Romain ROugier
- DTN adjointe : Sylvie Pascal-Lagarrigue

## Effectifs

### Effectif champion du monde 2024
L'effectif vainqueur du Championnat du monde 2024 (en) est :
- Gardiennes de but : Alix Tignon (01/05/2004, Pessac (D2)) , Romane Le Huault-Parc (23/04/2005, Brest Bretagne Handball (N1)), Zazie Samzun (24/09/2004, OGC Nice) ;
- Ailières gauches : Nina Dury  (16/01/2004, JDA Dijon (D1)) ; Louane Texier (02/08/2005, Mérignac Handball (D1), aussi demi-centre) ; Séphora Genyah (08/07/2005, Stella Saint-Maur (D1))
- Arrières gauches : Enola Borg (31/05/2005, Pessac (D2)) ; Assa Sissoko Dabo (13/01/2005, Mérignac Handball (D1))
- Arrières : Fatou Karamoko (14/12/2005, Stella Saint-Maur (D1), aussi pivot) ; Lylou Borg (31/05/2005, Mérignac Handball (D1), aussi demi-centre)
- Demi-centres : Nina Perret (12/09/2004, JDA Dijon (N1), aussi arrière)
- Pivots : Clémence Nkindanda (20/06/2004, Chambray Touraine Handball (N1)) ; Lilou Pintat (09/11/2004, JDA Dijon (D1))
- Arrières droites : Lina Colinot (08/02/2005, Mérignac Handball) ; Alice Monteillet (15/12/2005, Metz Handball (N1)) ; Eva Mbata (09/08/2004, Noisy-le-Grand handball (D2))
- Ailières droites : Manon Errard (09/02/2005, Metz Handball (N1)) ; Emma Tuccella (08/01/2004, Metz Handball (N1, D1))

Trois joueuses sont élues dans l'équipe-type de la compétition : Lylou Borg est la meilleure joueuse (MVP), Manon Errard est la meilleure ailière droite et Lilou Pintat est la meilleure pivot.

### Effectif du Mondial 2022 -13eplace
L'effectif pour le Championnat du monde junior de handball 2022 (en) en Slovénie ou elles terminent à la 13e place sur 32 
| N° | Joueuse             | Date de naissance | Poste             | Club                             |
| -- | ------------------- | ----------------- | ----------------- | -------------------------------- |
| ?  | Keran Bekrou        | 31 mai 2003       | Gardienne de but  | Mérignac Handball                |
| 23 | Sarah Bouktit       | 27 août 2002      | Pivot             | Metz Handball                    |
| 1  | Mélina Cantin       | 25 novembre 2003  | Gardienne de but  | Brest Bretagne Handball          |
| 14 | Cassidy Chambonnier | 30 avril 2003     | Demi-centre / ARG | CJF Fleury Loiret Handball       |
| 4  | Siobann Delaye      | 1er juin 2003     | Ailière droite    | Bourg-de-Péage Drôme Handball    |
| 21 | Laura Fauvarque     | 30 octobre 2003   | Arrière gauche    | Metz Handball                    |
| 5  | Albane Frachon      | 30 août 2003      | Ailière droite    | Nantes Loire Atlantique Handball |
| 20 | Maureen Gayet       | 14 mai 2002       | Ailière droite    | JDA Dijon Bourgogne Handball     |
| 6  | Léna Grandveau      | 21 janvier 2003   | Demi-centre / ARG | Bourg-de-Péage Drôme Handball    |
| 24 | Mélanie Halter      | 17 juin 2002      | Gardienne de but  | Metz Handball                    |
| 16 | Jemina Kabeya       | 1er août 2003     | Gardienne de but  | Stella Saint-Maur Handball       |
| 17 | Coura Kanoute       | 17 juillet 2003   | Demi-centre / ARG | Noisy-le-Grand Handball          |
| 7  | Romane Kromoska     | 1er octobre 2002  | Demi-centre       | Brest Bretagne Handball          |
| 22 | Héléna Mathon       | 21 août 2003      | Pivot             | Nantes Loire Atlantique Handball |
| 8  | Zaliata Mlamali     | 23 février 2003   | Ailière gauche    | Metz Handball                    |
| 10 | Lucie Modenel       | 5 février 2002    | Demi-centre / ARD | Bourg-de-Péage Drôme Handball    |
| 15 | Iona Stemmer        | 18 novembre 2002  | Arrière droite    | JDA Dijon Bourgogne Handball     |
| 22 | Naémi Hardouin      | 8 août 2002       | Pivot             | Nantes Loire Atlantique Handball |
| 9  | Kiara Tshimanga     | 23 novembre 2002  | Ailière gauche    | ES Besançon                      |

### Effectif troisième de l'Euro 2021

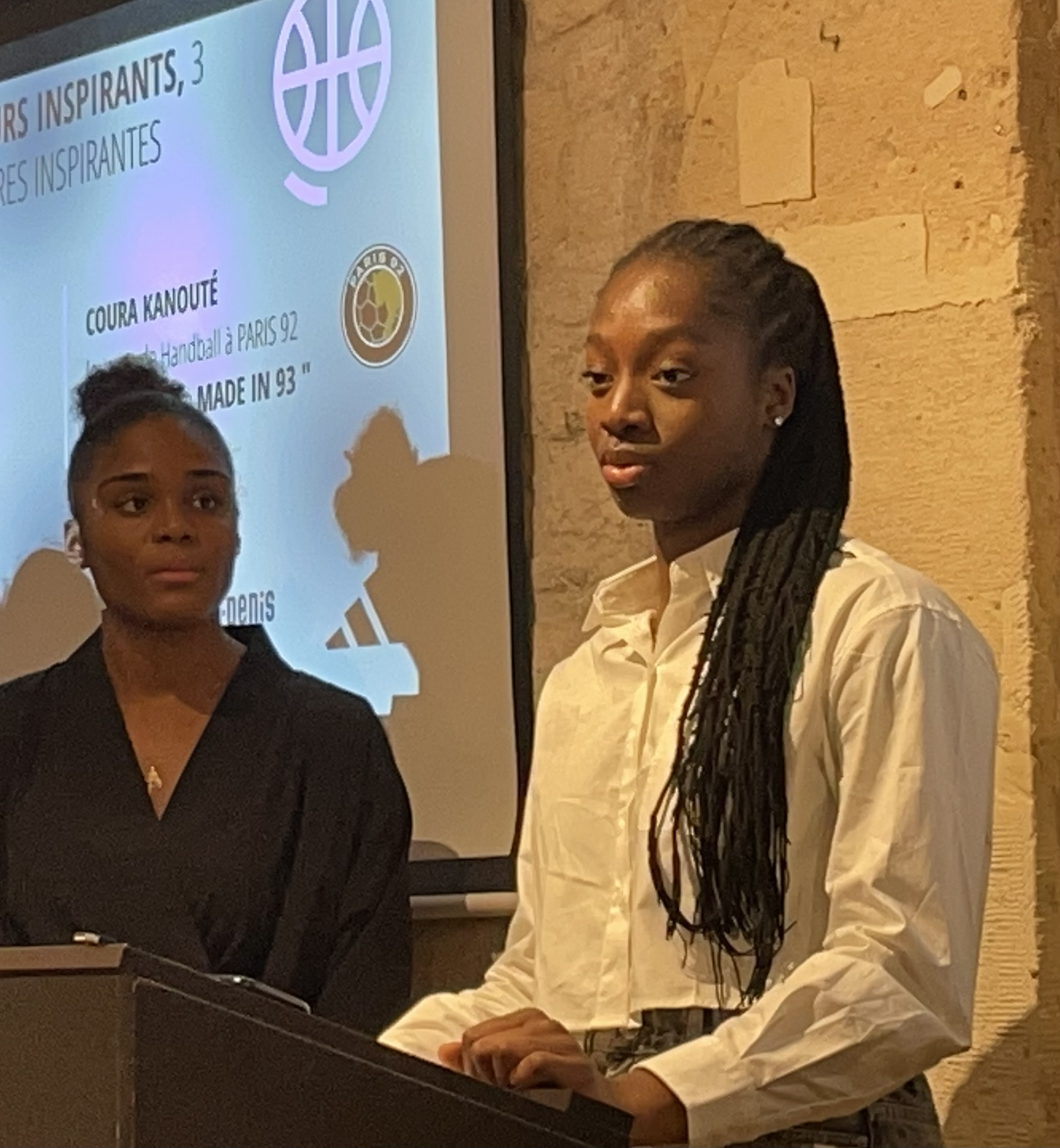
Coura Kanoute (en blanc).

L'effectif des Françaises, médaillées de bronze du Championnat d'Europe 2021 était :
| N° | Joueuse             | Date de naissance | Poste             | Taille | Masse |
| -- | ------------------- | ----------------- | ----------------- | ------ | ----- |
| 23 | Sarah Bouktit       | 27 août 2002      | Pivot             | 1,83 m | 70 kg |
| 3  | Mathilde Cayez      | 17 janvier 2003   | Ailière droite    | 1,67 m | 54 kg |
| 14 | Cassidy Chambonnier | 30 avril 2003     | Demi-centre / ARG | 1,71 m | 62 kg |
| 4  | Siobann Delaye      | 1er juin 2003     | Ailière droite    | 1,73 m | 62 kg |
| 21 | Laura Fauvarque     | 30 octobre 2003   | Arrière gauche    | ? m    | ? kg  |
| 5  | Albane Frachon      | 30 août 2003      | Ailière droite    | ? m    | ? kg  |
| 6  | Léna Grandveau      | 21 janvier 2003   | Demi-centre       | 1,71 m | 59 kg |
| 24 | Melanie Halter      | 17 juin 2002      | Gardienne de but  | 1,87 m | 75 kg |
| 16 | Jemina Kabeya       | 1er août 2003     | Gardienne de but  | 1,82 m | 70 kg |
| 17 | Coura Kanoute       | 17 juillet 2003   | Demi-centre / ARG | ? m    | ? kg  |
| 8  | Zaliata Mlamali     | 23 février 2003   | Ailière gauche    | ? m    | ? kg  |
| 10 | Lucie Modenel       | 5 février 2002    | Demi-centre / ARD | 1,70 m | 59 kg |
| 12 | Camille Plante      | 18 septembre 2002 | ?                 | 1,80 m | 68 kg |
| 15 | Iona Stemmer        | 18 novembre 2002  | Arrière droite    | 1,71 m | 59 kg |
| 22 | Emmanuelle Thobor   | 8 août 2002       | Pivot             | ? m    | ? kg  |
| 9  | Kiara Tshimanga     | 23 novembre 2002  | Ailière gauche    | 1,64 m | 50 kg |
| 20 | Norah Folituu       | 8 novembre 2003   | ?                 | 1,7 m  | 59 kg |

### Effectif pour la préparation auChampionnat du monde 2020
L'effectif pour la préparation au Championnat du monde 2020 est :
- Gardiennes : Floriane André (Nantes Loire Atlantique Handball) ; Laura Portes (Metz Handball) ; Agathe Quiniou (Brest Bretagne Handball)
- Ailières gauche : Suzanne Wajoka (CJF Fleury Loiret Handball) ; Aminata Cissokho (Issy Paris Hand)
- Arrières gauche : Audrey Dembélé (Metz Handball) ; Laura Lasm (Cercle Dijon Bourgogne)
- Pivots : Maelys Kouaya (Stella Sports Saint-Maur Handball) ; Adja Ouattara (Issy Paris Hand)
- Arrière gauche – demi-centre : Ilona Di Rocco (Metz Handball) ; Clarisse Mairot (ES Besançon) ; Manon Lachaize (Sun A.L. Bouillargues)
- Demi-centre : Lilou Begon (CJF Fleury Loiret Handball)
- Arrières droite : Emma Jacques (Metz Handball) ; Eva Jarrige (Brest Bretagne Handball) ; Lalie Vernay (Bourg-de-Péage Drôme Handball)
- Ailières droite : Julie Le Blevec (Metz Handball) ; Melina Peillon (CJF Fleury Loiret Handball)

### Effectif vainqueur de l'Euro 2017
L'effectif des françaises victorieuses du Championnat d'Europe 2017 était :
| N° | Nom               | Club                             | Poste            | Date de naissance |
| -- | ----------------- | -------------------------------- | ---------------- | ----------------- |
| 16 | Camille Depuiset  | Toulon Saint-Cyr Var Handball    | gardienne de but | 19 octobre 1998   |
| 01 | Roxanne Frank     | Achenheim Truchtersheim Handball | gardienne de but | 14 janvier 1998   |
| 12 | Manuella Dos Reis | Metz Handball                    | gardienne de but | 29 juin 1999      |
| 28 | Ophélie Tonds     | Metz Handball                    | gardienne de but | 10 juillet 1998   |
| 02 | Constance Mauny   | Chambray Touraine Handball       | ailière gauche   | 17 décembre 1998  |
| 11 | Karichma Ekoh     | Nantes Loire Atlantique Handball | ailière gauche   | 4 mars 1998       |
| 13 | Soukeina Sagna    | Handball Club Celles-sur-Belle   | ailière gauche   | 17 avril 1998     |
| 09 | Charlotte Kieffer | Achenheim Truchtersheim Handball | arrière gauche   | 21 février 1998   |
| 04 | Claire Vautier    | Saint-Amand-les-Eaux PH          | arrière gauche   | 5 septembre 1999  |
| 08 | Méline Nocandy    | Metz Handball                    | demi-centre      | 25 février 1998   |
| 05 | Déborah Lassource | Issy Paris Hand                  | demi-centre      | 29 septembre 1998 |
| 15 | Pauline Plotton   | OGC Nice Côte d'Azur Handball    | demi-centre      | 5 mars 1999       |
| 17 | Marie Fall        | OGC Nice Côte d'Azur Handball    | pivot            | 2 avril 1998      |
| 14 | Mabana-Ma Fofana  | Issy Paris Hand                  | pivot            | 20 juin 1998      |
| 18 | Jannela Blonbou   | OGC Nice Côte d'Azur Handball    | arrière droite   | 4 octobre 1998    |
| 03 | Lisa Bruni        | Chambray Touraine Handball       | arrière droite   | 25 mai 1998       |
| 06 | Melvine Deba      | Issy Paris Hand                  | ailière droite   | 8 janvier 1998    |

### Effectif finaliste du Mondial 2012
L'effectif des françaises finalistes du Championnat du monde 2012 était :
| N° | Nom                | Club                             | Poste            | Date de naissance  |
| -- | ------------------ | -------------------------------- | ---------------- | ------------------ |
| 01 | Claire Moreau      | Cercle Dijon Bourgogne           | gardienne de but | 16 août 1992       |
| 02 | Marine Dupuis      | ES Besançon                      | ailière gauche   | 18 avril 1992      |
| 04 | Manon Houette      | CJF Fleury Loiret Handball       | ailière droite   | 5 septembre 1992   |
| 05 | Julie Godel        | ES Besançon                      | ailière droite   | 30 janvier 1993    |
| 06 | Jane Charbonnel    | HBC Nîmes                        | arrière gauche   | 4 mars 1993        |
| 07 | Anaïs Lonzième     | Issy Paris Hand                  | arrière droite   | 22 janvier 1992    |
| 08 | Laëtitia Benouamer | Cercle Dijon Bourgogne           | arrière droite   | 7 février 1992     |
| 10 | Coralie Lassource  | Issy Paris Hand                  | ailière gauche   | 1er septembre 1992 |
| 11 | Elise Brigot       | Brest Bretagne Handball          | arrière gauche   | 16 mars 1992       |
| 14 | Camille Rassinoux  | CJF Fleury Loiret Handball       | demi-centre      | 3 avril 1992       |
| 15 | Pauline Coatanea   | Nantes Loire Atlantique Handball | ailière droite   | 6 juillet 1993     |
| 16 | Laura Glauser      | Metz Handball                    | gardienne de but | 20 août 1993       |
| 17 | Camille Asperges   | HBC Nîmes                        | pivot            | 26 mai 1992        |
| 18 | Dounia Abdourahim  | Toulon Saint-Cyr Var Handball    | arrière gauche   | 17 janvier 1992    |
| 19 | Sabrina Abdellahi  | Yutz Handball féminin            | pivot            | 15 avril 1992      |
| 20 | Grâce Zaadi        | Metz Handball                    | demi-centre      | 7 juillet 1993     |